# Капитаново (Луганская область)
Капитаново (укр. Капітанове) — село, относится к Новоайдарскому району Луганской области Украины.
Население по переписи 2001 года составляло 225 человек. Почтовый индекс — 93536. Телефонный код — 6445. Занимает площадь 1,86 км². Код КОАТУУ — 4423184502.

## Местный совет
93535, Луганська обл., Новоайдарський р-н, с. Муратове, вул. Октябрьська, 16  (укр.)